# Magnus Wiberg (ingenjör)
Magnus Wiberg, född 1970, är en svensk entreprenör och civilingenjör som 1999 startade prisjämförelsetjänsten Pricerunner. 2006 startade Wiberg word-of-mouth-bolaget Buzzador tillsammans med ett flertal entreprenörer. 2007 grundade han, tillsammans med bland andra Kristofer Arwin, den nya söktjänsten Testfreaks där man går ett steg längre än Pricerunner genom att jämföra produkttester.Magnus är också styrelseledamot i bland annat Travelpartner. 